# Iván Bulos
Iván Bulos Guerrero (Lima, 20 maggio 1993) è un ex calciatore peruviano, di ruolo attaccante.

## Caratteristiche tecniche
È un centravanti.

## Carriera

### Club
Ha esordito il 30 luglio 2011 con la maglia dello Sporting Cristal in un match perso 2-1 contro il Melgar.

### Nazionale
Nel 2013 è stato convocato dalla Nazionale Under-20 peruviana per disputare il Campionato sudamericano di categoria.
Ha esordito con la Nazionale di calcio del Perù il 4 settembre 2015 in un'amichevole persa 2-1 contro gli Stati Uniti.

## Statistiche

### Presenze e reti nei club
Statistiche aggiornate al 7 luglio 2017.
| Stagione                | Squadra                 | Campionato              | Campionato | Campionato | Coppe nazionali | Coppe nazionali | Coppe nazionali | Coppe continentali | Coppe continentali | Coppe continentali | Altre coppe | Altre coppe | Altre coppe | Totale | Totale | Totale |
| Stagione                | Squadra                 | Comp                    | Pres       | Reti       | Comp            | Pres            | Reti            | Comp               | Pres               | Reti               | Comp        | Pres        | Reti        | Pres   | Reti   |        |
| ----------------------- | ----------------------- | ----------------------- | ---------- | ---------- | --------------- | --------------- | --------------- | ------------------ | ------------------ | ------------------ | ----------- | ----------- | ----------- | ------ | ------ | ------ |
| 2011                    | Sporting Cristal        | CD                      | 1          | 0          | CP              | 0               | 0               |                    | -                  | -                  |             | -           | -           | 1      | 0      |        |
| 2012                    | Sporting Cristal        | CD                      | 2          | 0          | CP              | 0               | 0               |                    | -                  | -                  |             | -           | -           | 2      | 0      |        |
| Totale Sporting Cristal | Totale Sporting Cristal | Totale Sporting Cristal | 3          | 0          |                 | 0               | 0               |                    | -                  | -                  |             | -           | -           | 3      | 0      |        |
| 2012-2013               | Sint-Truiden            | TK                      | 7          | 0          | CB              | 0               | 0               |                    | -                  | -                  |             | -           | -           | 7      | 0      |        |
| 2015                    | Deportivo Municipal     | CD                      | 23         | 9          | CP              | 0               | 0               |                    | -                  | -                  |             | -           | -           | 23     | 9      |        |
| gen.-giu. 2016          | O'Higgins               | PD                      | 9          | 1          | CC              | 4               | 2               | CS                 | 2                  | 0                  |             | -           | -           | 15     | 3      |        |
| 2016-gen. 2017          | O'Higgins               | PD                      | 9          | 0          | CC              | 0               | 0               |                    | -                  | -                  |             | -           | -           | 9      | 0      |        |
| Totale O'Higgins        | Totale O'Higgins        | Totale O'Higgins        | 18         | 1          |                 | 4               | 2               |                    | 2                  | 0                  |             | -           | -           | 24     | 3      |        |
| gen.-giu. 2017          | Boavista                | PL                      | 12         | 2          | TP+TL           | 0               | 0               |                    | -                  | -                  |             | -           | -           | 12     | 2      |        |
| Totale carriera         | Totale carriera         | Totale carriera         | 62         | 12         |                 | 4               | 2               |                    | 2                  | 0                  |             | -           | -           | 68     | 14     |        |

### Cronologia presenze e reti in nazionale
| Cronologia completa delle presenze e delle reti in nazionale ― Perù | Cronologia completa delle presenze e delle reti in nazionale ― Perù | Cronologia completa delle presenze e delle reti in nazionale ― Perù | Cronologia completa delle presenze e delle reti in nazionale ― Perù | Cronologia completa delle presenze e delle reti in nazionale ― Perù | Cronologia completa delle presenze e delle reti in nazionale ― Perù | Cronologia completa delle presenze e delle reti in nazionale ― Perù | Cronologia completa delle presenze e delle reti in nazionale ― Perù |
| Data                                                                | Città                                                               | In casa                                                             | Risultato                                                           | Ospiti                                                              | Competizione                                                        | Reti                                                                | Note                                                                |
| ------------------------------------------------------------------- | ------------------------------------------------------------------- | ------------------------------------------------------------------- | ------------------------------------------------------------------- | ------------------------------------------------------------------- | ------------------------------------------------------------------- | ------------------------------------------------------------------- | ------------------------------------------------------------------- |
| 04-09-2015                                                          | Washington                                                          | Colombia                                                            | 1 – 1                                                               | Perù                                                                | Amichevole                                                          | -                                                                   | 82’                                                                 |
| 08-09-2015                                                          | Harrison                                                            | Stati Uniti                                                         | 2 – 1                                                               | Perù                                                                | Amichevole                                                          | -                                                                   | 23’ 60’                                                             |
| Totale                                                              |                                                                     | Presenze                                                            | 2                                                                   |                                                                     | Reti                                                                | 0                                                                   |                                                                     |